# Султанов, Гейс Джамшид оглы
Гейс Джамшид оглы Султанов (азерб.  Qeys Cəmşid oğlu Sultanov; 9 марта 1939, Нахичевань — 10 января 2023) — азербайджанский учёный, доктор физико-математических наук, руководитель лаборатории Института Физики НАНА.

## Биография
Родился 9 марта 1939 года в городе Нахичевань Нахичеванской АССР Азербайджанской ССР. Окончил физический факультет Харьковского государственного университета. Защитил диссертацию на соискание учёной степени доктора физико-математических наук по специальности 01.04.10 — Физика полупроводников и диэлектриков. Занимается педагогической деятельностью. Работает в Институте Физике НАНА руководителем лаборатории «Резонансных явлений в твердых телах».
Умер 10 января 2023 года.

## Научная деятельность
Руководимая Г. Султановым лаборатория занимается исследованиями влияния структурной и спиновой анизотропии на магнитные и тепловые свойства низкомерных кристаллов и спиновых стекол. В результате ЯГР и магнитных исследований выявлено, что соединения TlFeX2 (X=SuSe) являются квазиодномерными магнетиками. Мессбауэровские и измерения температурной зависимости магнитной восприимчивости показали, что материалы CoGa2-XFeXO4 (X=0,1÷1) ведут себя как спиновые стекла.

### Некоторые научные работы
- Г. Дж. Султанов, Ф. Н. Абдуллаев, Т. Г. Керимова, Н. А. Абдуллаев. Анизотропия проводимости и локализация электронов в слоистых монокристаллах CuFeTe2 // Физика твердого тела. — Физико-технический институт им. А.Ф.Иоффе РАН, 2006. — Т. 48, № 10. — С. 1744-1747. — ISSN 0367-3294.
- Г. Дж. Султанов, В. М. Алиев, С. А. Алиев, С. С. Рагимов, А. Н. Мамедова. Получение сверхпроводящей Bi2Sr2ZnCu2Oх керамики и исследование её электрофизических свойств (англ.) // Физика низких температур. — Физико-технический институт низких температур им. Б.И. Веркина НАН Украины, 2009. — Vol. 35, no. 11. — P. 1081-1084. — ISSN 0132-6414.
- Г. Дж. Султанов, В. М. Алиев, С. А. Алиев, С. С. Рагимов, Б. А. Таиров. Получение сверхпроводящей керамики CdBa2Cu3O7-δ и исследование её электрофизических свойств.mht // Физика низких температур. — Физико-технический институт низких температур им. Б.И. Веркина НАН Украины, 2011. — Т. 37, № 4. — С. 351-355. — ISSN 0132-6414.
- Г. Дж. Султанов. Magnetic heat capacity and susceptibility of pseudo one dimensional magnetic systems TlFeS2 and TlFeSe2 // Phys. St.Sol.. — 1990. — Т. 159, № 2. — С. k107-k110.
- Г. Дж. Султанов. Mossbauer studies of perovskite-like ferroelektriks // Ferroelektriks. — 1973. — Т. 5. — С. 197-199.